# Stichianthus minutiflorus
Stichianthus minutiflorus är en måreväxtart som beskrevs av Theodoric Valeton. Stichianthus minutiflorus ingår i släktet Stichianthus och familjen måreväxter. Inga underarter finns listade i Catalogue of Life.